# ジョン・アーバスノット (第5代アーバスノット子爵)
第5代アーバスノット子爵ジョン・アーバスノット（英語: John Arbuthnott, 5th Viscount of Arbuthnott、1692年 – 1756年5月8日）は、スコットランド貴族。

## 生涯
第3代アーバスノット子爵ロバート・アーバスノットとアン・ゴードン（1695年6月没、第15代サザーランド伯爵ジョージ・ゴードンの娘）の次男として生まれた。
1710年5月8日に兄ロバートが生涯未婚のまま死去すると、アーバスノット子爵の爵位を継承した。
ジャコバイトで国教忌避者だったという。
1756年5月8日、アーバスノットで死去した。子供がいなかったため、叔父ジョン（1737年1月10日没）の次男ジョンが爵位を継承した。

## 家族
1710年、ジーン・モリソン（Jean Morrison、ウィリアム・モリソンの娘）と結婚したが、2人の間に子供はいなかった。